# Islas de San Juan
Las islas de San Juan son un pequeño archipiélago de carácter arenoso y rocoso situado en la parte sur de la bahía de Santander, entre las localidades cántabras de Elechas y Pontejos (España).
Está compuesto por tres pequeños islotes que en marea baja quedan conectados con la costa. Su isla más importante, tanto por la actividad reciente, como por albergar restos arqueológicos, es La Campanuca. Su segunda isla más importante se llama Peña Rabiosa. En estas isletas finaliza una senda costera que discurre desde el cercano pueblo de Elechas, pasando también por las canteras de Górgolo.
En la actualidad las islas se encuentran parcialmente cubiertas por un bosquete de encinas que le confiere cierta singularidad ecológica.

## Islas
Cuenta con tres islas:

### La Campanuca
Situada en el extremo noroccidental del arquipiélago, es la mayor de las tres islas que componen las islas de San Juan. Tiene una superficie de 0,34 hectáreas y su punto más alto se eleva a 13,8 metros sobre el nivel del mar. En marea baja se puede acceder andando desde la costa sin dificultad, completando una senda costera que llega desde la localidad de Elechas. Su nombre viene de una antigua ermita que había en la isla durante la Edad Media junto a una necrópolis, si bien no quedan restos de ella. Esta ermita pudo ser un monasterio según señalan algunas fuentes. También existió una pequeña cantera en la misma, probablemente dependiente de las de Górgolo. En La Campanuca se encontraron varios restos arqueológicos, como partes de cuencos y vasijas. La isla también tiene un sistema de cuevas que sirvieron de refugio durante la Guerra Civil.

### Peña Rabiosa
Con una superficie de 0,09 hectáreas, este islote es el más pequeño y el más oriental de los tres.

### Tercera isla
Es la más baja de las tres (su punto más alto apenas supera los 9,5 metros de altitud) y la más próxima a la costa, ya que dista de esta 36 metros. Tiene una extensión de 0,12 hectáreas.